# Hoplopleura aitkeni
Hoplopleura aitkeni är en insektsart som beskrevs av Johnson 1972. Hoplopleura aitkeni ingår i släktet Hoplopleura och familjen gnagarlöss. Inga underarter finns listade i Catalogue of Life.